# Cuádrica de Klein
En matemáticas, las líneas de un espacio proyectivo tridimensional S, pueden verse como puntos de un espacio proyectivo de 5 dimensiones, T. En ese espacio de 5 dimensiones, los puntos que representan cada línea en S se encuentran en un cuádrica Q, conocida como cuádrica de Klein.
Si el espacio vectorial subyacente de S es el espacio vectorial de 4 dimensiones V, entonces T tiene como espacio vectorial subyacente de 6 dimensiones el producto exterior Λ2V de V. Las coordenadas de la recta obtenidas de esta forma se conocen como coordenadas plückerianas.
Estas coordenadas de Plücker satisfacen la relación cuadrática
{\displaystyle p_{12}p_{34}+p_{13}p_{42}+p_{14}p_{23}=0}
definiendo Q, de forma que
{\displaystyle p_{ij}=u_{i}v_{j}-u_{j}v_{i}}
son las coordenadas de la recta abarcada por los dos vectores u y v.
El 3-espacio, S, se puede reconstruir de nuevo a partir de la cuádrica Q: los planos contenidos en Q quedan en dos clases de equivalencia, donde los planos de la misma clase se encuentran en un punto, y planos de diferentes clases se encuentran en una línea o en el conjunto vacío. Sean estas clases {\displaystyle C} y {\displaystyle C'}. La geometría de S se recupera de la siguiente manera:
1. Los puntos de S son los planos de C.
2. Las rectas de S son los puntos de Q.
3. Los planos de S son los planos de C’.

El hecho de que las geometrías de S y Q sean isomorfas puede explicarse por el isomorfismo de los diagramas de Dynkin A3 y D3.

## Ecuación en coordenadas homogéneas
En el espacio proyectivo de 5 dimensiones, la cuádrica de Klein tiene la siguiente ecuación en coordenadas homogéneas:
{\displaystyle x_{0}x_{5}-x_{1}x_{4}+x_{2}x_{3}=0}